# Башта Пасквале Джудиче
Башта Пасквале (Паскуале) Джудиче — пам'ятка архітектури національного значення № 010071/5, входить до комплексу Судацької фортеці, розташована на Фортечній горі у місті Судак. Згідно з Переліком об'єктів нерухомої спадщини Судацької фортеці Національного заповідника «Софія Київська», башта має порядковий номер 12.

## Опис
Північно-східна захисна лінія Судацької фортеці налічує сім веж: п'ять, які певною мірою збереглися та дві, від яких залишилися лише фундаменти.
Пасквале Джудиче — бойова вежа, яка добре збереглася; розташована між Безіменною та Круглою (Напівкруглою).
У бік головних воріт, на відстані 11,5 м і 6,5 м від зруйнованої вежі у фортечній стіні знаходиться сім вузьких прорізів бійниць, що розширюються із внутрішньої сторони у ніші для стрільців з лука і арбалетів. Прорізи бійниць у вежі і в стіні завширшки 15 см, ширина ніш — від 1 до 2 і більше метрів, висота від 1,3 до 2,1 м.
Башта трьохстінна, чотириярусна; довжина північної стіни вежі Джудиче по внутрішньому обміру дорівнює 4,6 м, східної та західної — по 4,5 м. Вхід не із землі, а із стіни — на рівні другого ярусу.
Нижній ярус — склад зброї, взимку служив караульним приміщенням, з каміном для обігріву. Другий ярус був бойовим: його вузькі вертикальні амбразури призначені для стрільби з луків і арбалетів. Вікна, у стінах третього поверху, широкі та прямокутні — для стрільби з баліст (велетенські арбалети для метання колод та кам'яних ядер). Верхній (четвертий) ярус захищений мерлонами.
Генуезці у кожну оборонну споруду вмуровували заставні плити, на яких містилася інформація про час будівництва та приналежність будови. На башті Пасквале Джудиче збереглася геральдична плита з ім'ям консула Паскуале Джудиче та датою 1392 рік, у верхній частині якої декілька рядків латинського тексту:
|  | Цю будівлю велів побудувати благородний чоловік і високоповажний консул Солдайі Паскуале Джудиче у перший день серпня 1392 року. |

У нижній частині плити знаходиться поле, де зображено три щити з гербами. На центральному щиті — герб Генуї, зліва від нього — герб генуезького дожа (вищого адміністративного голови генуезької республіки), праворуч герб роду, з якого походив консул, що побудував вежу, — роду Джудиче.
Поле, у якому розташовані герби, заповнене своєрідним орнаментом, який отримав у мистецтвознавців найменування «сельджуцького стилю», поширений у Малій Азії в період турків-сельджуків, характерний для мистецтва країн Візантії і Закавказзя XII—XV століть.
Такий орнамент на плитах західноєвропейського походження свідчить про те, що плити виготовлялися місцевими майстрами з грецьких або вірменських ремісничих артілей, а також з місцевих жителів складалися артілі, що виконували будівельні роботи; італійці були лише замовниками споруд.
У 1930 році Пасквале Джудиче описана А. А. Фоміним, а у 1984 році археологічно досліджувалася І. А. Барановим.

## Галерея

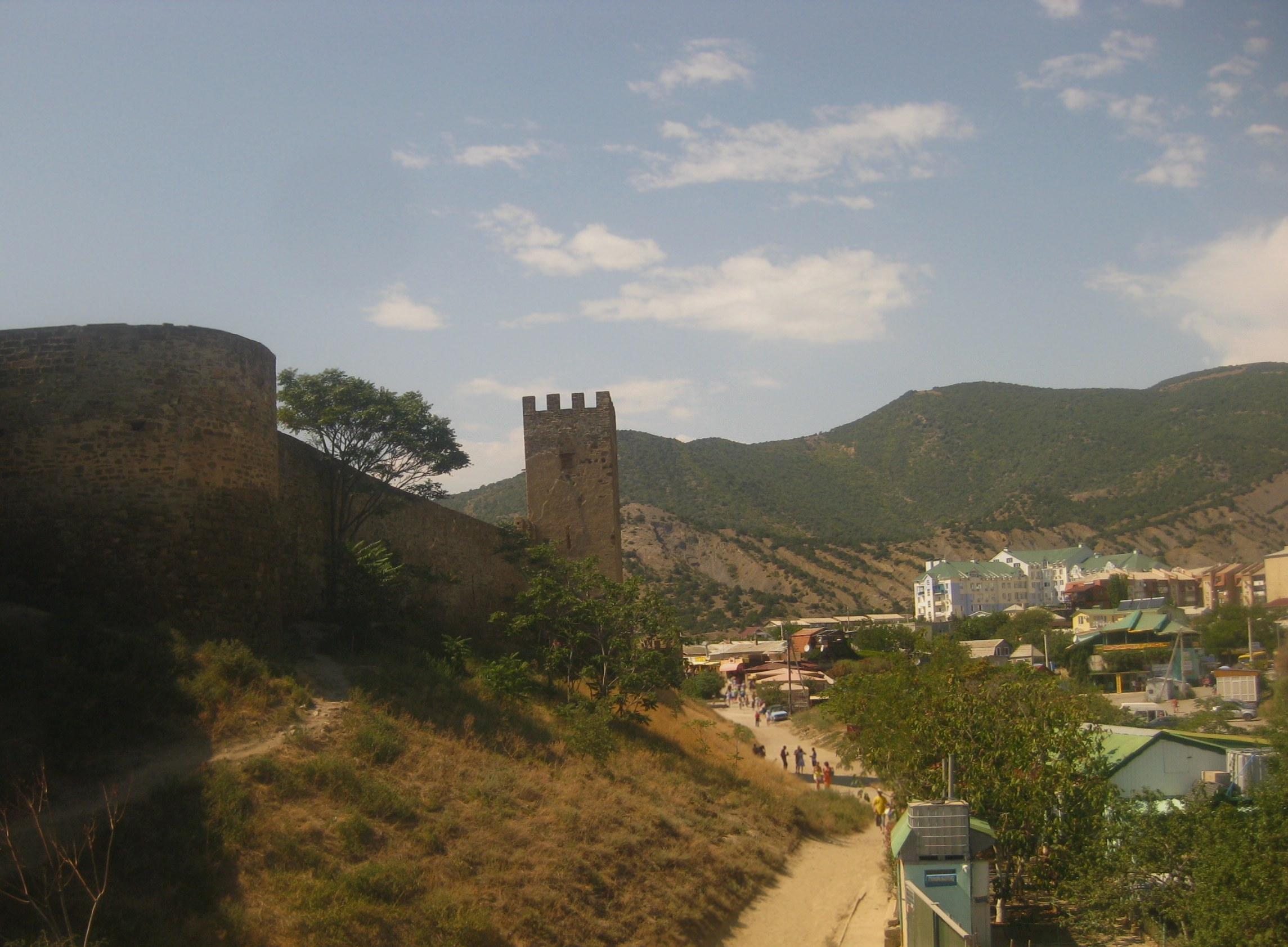
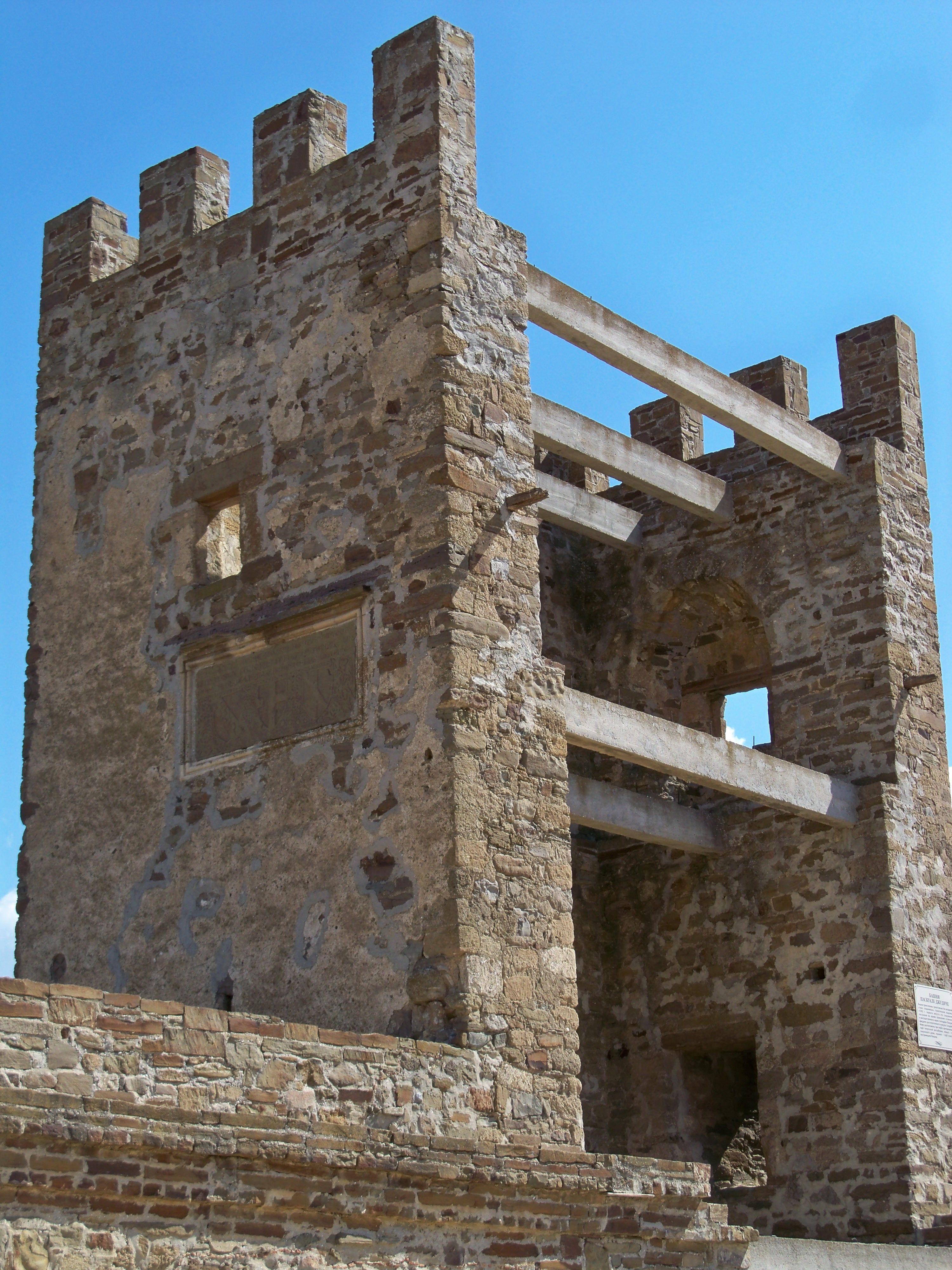
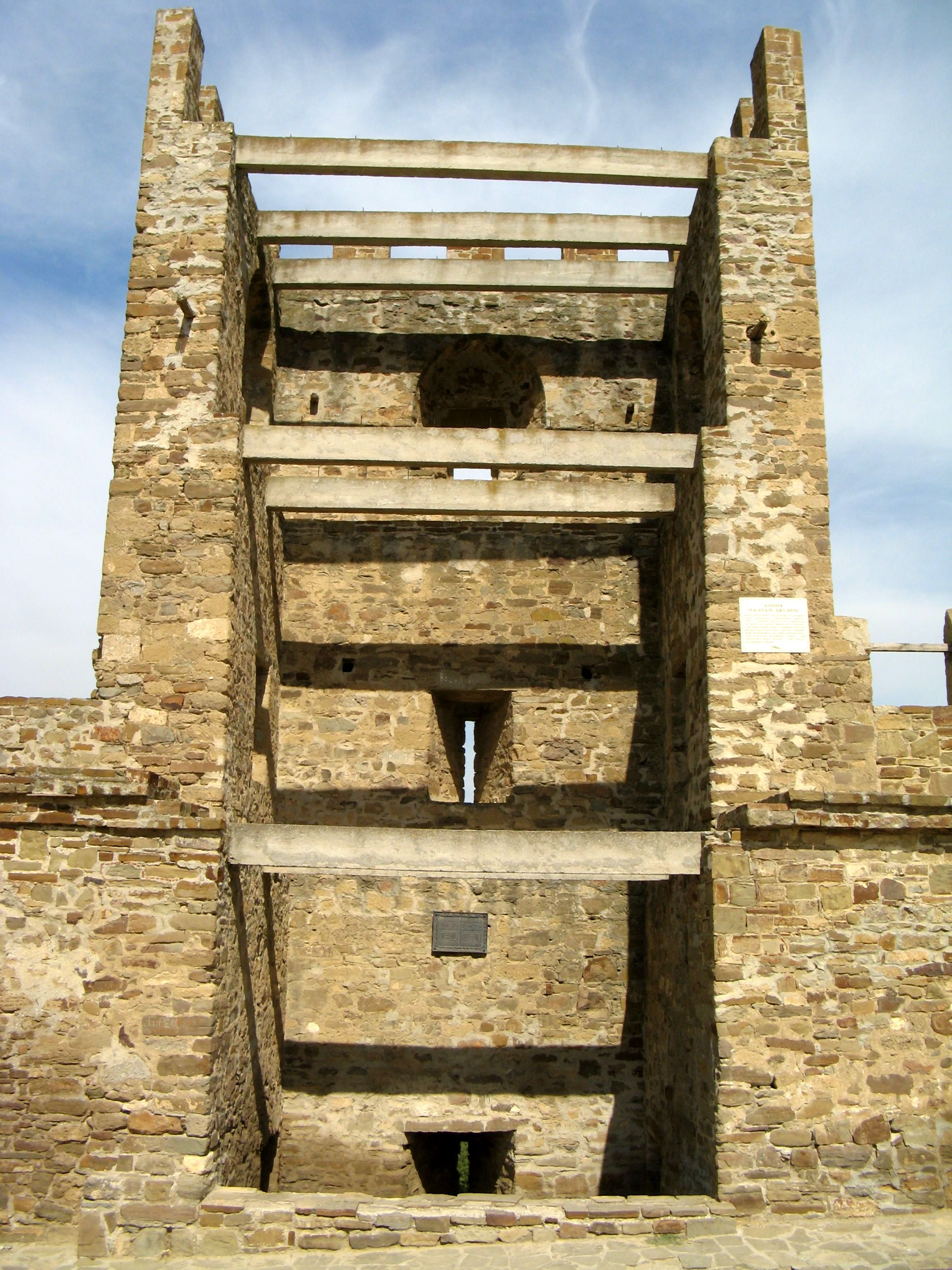
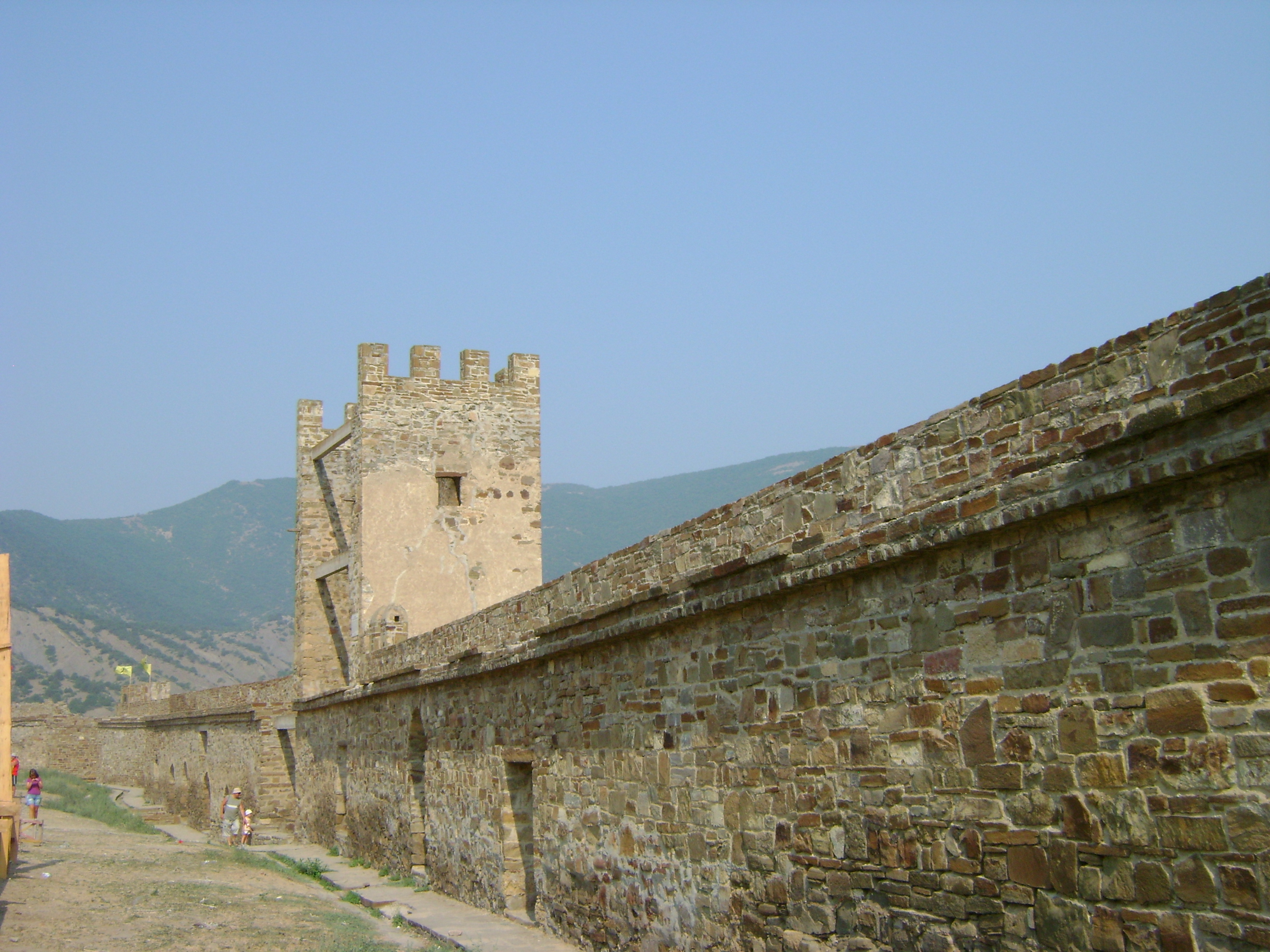